# شهرستان شیانشی (گوئیژو)
شهرستان شیانشی (به انگلیسی: Qianxi County) یک شهرستان در چین است که در بیجای واقع شده‌است. شهرستان شیانشی ۱٬۲۲۵ متر بالاتر از سطح دریا واقع شده‌است.